# Нікахо

39°12′10.85″ пн. ш. 139°54′27.77″ сх. д. / 39.2030139° пн. ш. 139.9077139° сх. д.
Нікахо́ (яп. にかほ市, にかほし, МФА: [ɲikaho ɕi̥]) — місто в Японії, в префектурі Акіта.

## Короткі відомості
Розташоване в південно-західній частині префектури, у північного підніжжя гори Тьокай, на березі Японського моря. Виникло на основі сільських поселень раннього нового часу. Отримало статус міста 1 жовтня 2005 року. Основою економіки є рибальство, машинобудування, виробництво електроприладів та мікросхем. Станом на 1 жовтня 2007 площа міста становила 240,61 км². Станом на 1 липня 2008 населення міста становило 28 318 осіб.